# واکلاون-سونویو (کانزاس)
واکلاون-سونویو (به انگلیسی: Oaklawn-Sunview) شهری در ایالت کانزاس کشور ایالات متحده آمریکا است که جمعیت آن در سرشماری سال ۲۰۱۰ میلادی، ۳٬۲۷۶ نفر بوده‌است.